# ハウス・オブ・ザ・デッド2 (映画)
『ハウス・オブ・ザ・デッド2』（House of the Dead 2）は、2005年に公開されたアメリカのホラーテレビ映画。監督はマイケル・ハースト。アーケードゲーム、『ザ・ハウス・オブ・ザ・デッド』を原作としている。2003年の映画、『ハウス・オブ・ザ・デッド』の続編。

## ストーリー
原作で生き残った男はキュリアンと名乗り、死者を蘇らせる実験を続けていた。しかし、それによってゾンビが溢れ町中がパニックに陥ってしまう。

## キャスト
- ナイチンゲール：エマニュエル・ヴォージア（吹き替え：安藤麻吹）
- エリス：エド・クイン（吹き替え：てらそままさき）
- ダルトン：スティッキー・フィンガーズ（吹き替え：宮内敦士）
- オコナー：スティーヴ・モンロー
- ヘンソン：ヴィクトリア・プラット
- グリフィン：ビリー・ブラウン（吹き替え：中村浩太郎）
- ロドリゲス：ナディーン・ベラスケス
- バート：ジェームズ・パークス
- エリー・コーネル
- シド・ヘイグ
- アリシア：ダニエル・ブルジオ[1]
- スタンリー・トング：マシ・オカ
- グレッグ：テオ・ロッシ
- ナカガワ：ダン・サウスワース
- トレーシー：ペイジ・ピーターソン（英語版）（吹き替え：根本圭子）